# Football Manager 2014
Football Manager 2014 (abreviado a FM14) es un juego de simulación de entrenador de fútbol desarrollado por  Sports Interactive y publicado por Sega. Fue lanzado para Microsoft Windows, OS X, Linux y para el sistema operativo móvil iOS el 30 de octubre de 2013. Una versión para PlayStation Vita llamada Football Manager Classic 2014 fue lanzada.

## Desarrollo
El juego fue anunciado el 14 de agosto de 2013 en la página oficial de Football Manager. Una versión beta del juego estuvo disponible 2 semanas antes de su lanzamiento, de manera exclusiva para aquellos que reservaron el juego con antelación.
La versión de PlayStation Vita se titula Football Manager Classic 2014 y no como el resto de versiones anteriores de las series esta incluirá el motor 3D. Esta versión está desarrollada para una experiencia de juego más rápida y dinámica que la versión para PC.

## Recepción
Sitios web como GameRankings y Metacritic calificaron el juego con un 82,95% y 84/100, respectivamente.